# Соанйоки
Соанйоки — река в России, протекает по Суоярвскому району Карелии.
Исток — озеро Соанъярви. Впадает в озеро Янисъярви в одном месте с Вельяканйоки. Длина реки составляет 19 км, площадь водосборного бассейна 126 км².

## Данные водного реестра
По данным государственного водного реестра России относится к Балтийскому бассейновому округу, водохозяйственный участок реки — Водные объекты бассейна оз. Ладожское без рр. Волхов, Свирь и Сясь, речной подбассейн реки — Нева и реки бассейна Ладожского озера (без подбассейна Свирь и Волхов, российская часть бассейнов). Относится к речному бассейну реки Нева (включая бассейны рек Онежского и Ладожского озера).
Код объекта в государственном водном реестре — 01040300212102000010962.

## Фотографии
|  |  |